# Las Vegas Motor Speedway

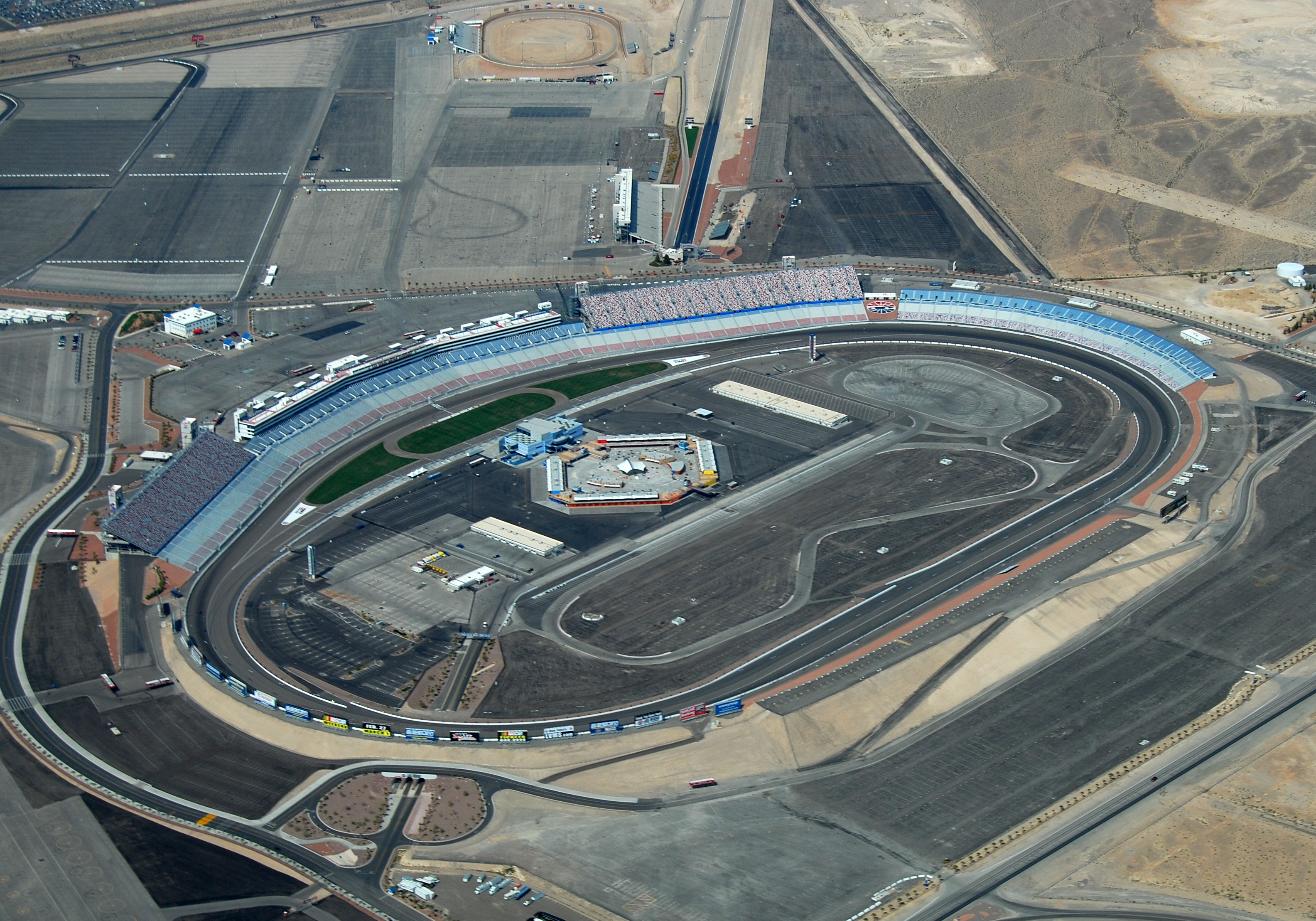
Đường đua tại Las Vegas Motor Speedway

Las Vegas Motor Speedway (Đường đua ô tô tốc độ cao Las Vegas), là một khu phức hợp đua ô tô nằm trên diện tích 1200 mẫu Anh (490 ha) nằm ở quận Clark, bang Nevada của Hoa Kỳ, gần Las Vegas. Khu phức hợp này thuộc sở hữu của công ty Speedway Motorsports, Inc có trụ sở tại Charlotte, Bắc Carolina.

## Lịch sử
Sau khi đóng cửa Stardust International Raceway vào cuối năm 1970, người ta đã triển khai kế hoạch phát triển một dải đường đua phía bắc của Las Vegas, Las Vegas Speedrome. Thông qua thay đổi quyền sở hữu, 3/8 dặm đường đua ngắn cuối những năm 1970 sẽ trở thành một phần phức hợp. Trong năm 1995, các đường đua đã được nâng cấp, trong đó có đường đua siêu nhanh tốn 72 triệu USD khai trương vào tháng 9 năm 1996. Cuộc đua đầu tiên tốc độ tại speedway là vào ngày 15 tháng 9 năm 1996, với một sự kiện Indy Racing League, mà người giành chiến thắng là Richie Hearn. Sự kiện NASCAR Sprint Cup đầu tiên (lúc đó là Winston Cup) được tổ chức ngày 01 tháng 3 năm 1998 với chiến thắng thuộc vê Mark Martin trong sự kiện khai mạc. Winston No Bull 5 Million Dollar Bonus (Giải thưởng 5 triệu đô la Mỹ Winston số 5) đã được tổ chức theo dõi từ năm 1999 đến 2002. Jeff Burton chiến thắng một triệu đô la vào năm 2000 và Jeff Gordon đã giành được tiền thưởng trong năm 2001. Đường đua đã được xây dựng lại và di chuyển vào Dải tại Las Vegas Motor Speedway hiện tại. 3/8 dặm Anh đường ô van đã được xây dựng lại với một làn đường pit mới và bắt đầu-kết thúc thay đổi vào phía ngược lại. Trong tháng 12 năm 1998, Las Vegas Motor Speedway đã được bán bởi Clyne Richie và Ralph Englestad sang cho Speedway Motorsports, Inc, thuộc sở hữu của Bruton Smith, với giá 215 triệu đô la Mỹ. Trong mùa đua năm 2004 và 2005, Champ Car cũng đã tổ chức cuộc đua tại speedway, cả hai đợt này chiến thắng đều thuộc về tay đua Sébastien Bourdais.
Ngày 16 tháng 10 năm 2011, 15 chiếc xe đua tốc độ cao đã va chạm với nhau trong chặng đua, dẫn đến cái chết của tay đua người Anh Dan Wheldon. Tai nạn xảy ra ở góc cua thứ hai của vòng 12, nơi các tay đua đang chạy với vận tốc trên 300 km/h. Chiếc Dallara-Honda của Wheldon (đội Sam Schmidt Motorsports) đã bắn lên cao rồi phát nổ khi va đập mạnh vào hàng rào .